# Paula Newby-Fraser
Paula Newby-Fraser (n. 2 iunie 1962, Salisbury, Zimbabwe) este o atletă zimbabwiană de triatlon, una din cele mai bune sportive la această disciplină.

## Cariera sportivă
Peste 14 ani n-a fost doborât recordul mondial la ironman de 8:50:53, stabilit de ea în 1984 în Roth. Abia la data de 13 iulie 2008, va cade recordul doborât de atletele Yvonne van Vlerken (8:45:48) și Sandra Wallenhorst (8:47:25). Paula Newby-Fraser a câștigat la disciplina ironman în Hawaii de 8 ori în anii 1986, 1988, 1989, 1991, 1992, 1993, 1994 și 1996, fiind singura din lume care a reușit o asemenea realizare. Acest succes al ei i-a atras porecla de "Queen of Kona". Ea a deținut cele mai multe recorduri la femei, stabilind 4 recorduri între anii 1991 - 1994. La bărbați este depășită la numărul de recorduri numai de atletul american de triatlon Mark Allen care a stabilit între anii 1989 - 1993, 5 recorduri.
Newby-Fraser a câștigat din anul 1986 în total 24 de competiții de ironman. Printre distincțiile numeroase primite se numără și alegerea ei de "United States Sports Academy" între primele 5 Top sportive a ultimilor 25 de ani (1972-1997). În octombrie 2007 ea se căsătorește cu Paul Huddle.

## Palmares
| Anul | Locul | Competiția                                 | Locul competiției | Timpul   | Observații |
| ---- | ----- | ------------------------------------------ | ----------------- | -------- | --- |
| 2006 | 4     | Ironman Japan                              |                   | 10:13:14 | |
| 2004 | 1     | Ironman Korea                              |                   | 08:54:02 | Paula Newby-Fraser sărbătorește la 30 august 2004 la vârsta de 42 de ani victoria la Ironman în Korea.            |
| 2003 | 13    | Ironman Hawaii                             | Hawaii            | 09:47:39 | la 18. octombrie 2003; același timp cu Fernanda Keller                                                            |
| 2002 | 16    | Ironman Hawaii                             | Hawaii            | 10:06:53 | la 19. octombrie 2002                                                                                             |
| 2002 | 1     | Ironman Japan                              |                   | 09:43:18 | la 13. mai 2002                                                                                                   |
| 2001 | 2     | Ironman California                         |                   | 09:32:39 | |
| 2000 | 1     | Ironman South Africa                       |                   |          | |
| 1997 | 5     | USA Triathlon Elite National Championships | St. Joseph’s      | 02:06:41 | |
| 1997 | 1     | Ironman Australia                          |                   | 09:08:22 | |
| 1997 | 1     | Ironman Lanzarote                          | Playa del Carmen  | 10:12:25 | |
| 1996 | 1     | Laguna Phuket Triathlon                    |                   | 02:02:33 | |
| 1996 | 1     | Ironman Hawaii                             | Hawaii            | 09:06:49 | |
| 1996 | 1     | Ironman Australia                          |                   |          | |
| 1996 | 1     | Ironman Canada                             |                   |          | |
| 1995 | 1     | Ironman Europe                             | Roth              |          | |
| 1995 | 1     | Ironman Lanzarote                          | Playa del Carmen  | 09:24:39 | |
| 1994 | 1     | Ironman Hawaii                             | Hawaii            | 09:20:14 | |
| 1994 | 1     | Ironman Lanzarote                          | Playa del Carmen  | 09:29:36 | |
| 1994 | 1     | Ironman Europe                             | Roth              | 08:50:53 | Victorie cu nou record mondial în Roth (aceste este doborât abia în 2008 de Yvonne van Vlerken la Challenge Roth) |
| 1993 | 1     | Ironman Hawaii                             | Hawaii            | 08:58:23 | Victorie cu nou record de (4:48:30 h) realizează a doua oară în Hawaii un timp de sub 9 ore.                      |
| 1993 | 3     | St. Croix Triathlon                        | St. Croix         |          | |
| 1992 | 5     | USA Triathlon Elite National Championships | Wilkes-Barre      | 02:11:07 | |
| 1992 | 1     | Ironman Hawaii                             | Hawaii            | 08:55:28 | Cel mai bun timp din Hawai care va fi corectat abia în 2009.                                                      |
| 1992 | 1     | Japan Long Distance Triathlon              |                   | 09:16:13 | |
| 1992 | 1     | Ironman Europe                             | Roth              |          | |
| 1991 | 1     | Ironman Hawaii                             | Hawaii            | 09:07:52 | |
| 1991 | 1     | Japan Long Distance Triathlon              |                   |          | |
| 1991 | 1     | Powerman Zofingen                          | Zofingen          |          | „Powerman“ în Zofingen este socotit la Duathlon ca un campionat mondial pe distanță lungă.                        |
| 1991 | 1     | Triathlon International de Nice            | Nizza             |          | |
| 1991 | 3     | St. Croix Triathlon                        | St. Croix         |          | |
| 1990 | 1     | Triathlon International de Nice            | Nizza             |          | |
| 1990 | 2     | Ironman Hawaii                             | Hawaii            | 09:20:01 | |
| 1990 | 1     | Japan Long Distance Triathlon              |                   |          | |
| 1989 | 1     | Ironman Hawaii                             | Hawaii            | 09:00:56 | |
| 1989 | 1     | Triathlon International de Nice            | Nizza             | 09:00:56 | |
| 1988 | 2     | USA Triathlon Elite National Championships | Wilkes-Barre      | 02:04:52 | locul 2 după Colleen Cannon Kaushansky                                                                            |
| 1988 | 1     | Ironman Hawaii                             | Hawaii            | 09:01:01 | |
| 1988 | 1     | Japan Long Distance Triathlon              |                   |          | |
| 1988 | 2     | St. Croix Triathlon                        | St. Croix         |          | |
| 1987 | 3     | Ironman Hawaii                             | Hawaii            | 09:40:37 | |
| 1986 | 1     | Ironman Hawaii                             | Hawaii            | 09:49:14 | Paula Newby-Fraser devine la vârsta de 24 ani în Hawaii campioană mondială la Triathlon distanța Ironman.         |
| 1985 | 3     | Ironman Hawaii                             | Hawaii            | 10:31:04 | |